# 5930 Жиганов
5930 Жиганов (5930 Zhiganov) — астероїд головного поясу, відкритий 2 листопада 1975 року.
Тіссеранів параметр щодо Юпітера — 3,618.